# أندرو ناغورسكي
أندرو ناغورسكي (بالإنجليزية: Andrew Nagorski)‏ (1947- ) كاتب صحفي حاز على العديد من الجوائز يشغل حاليا منصب نائب رئيس ومدير العلاقات العامة بمعهد إيست وست كما شغل سابقا منصب كبير المحررين بالقسم الدولي بمجلة نيوزويك الأمريكية الأسبوعية علاوة على عملة كمراسل في مناطق عدة من العالم، وإضافة لعمله الصحفي قام ناغورسكي بتأليف العديد من الكتب الواقعية والخيالية.

## نشأته وبداياته
ولد في إدنبرة باسكتلندا لأبوين بولنديين (هاجرا بعد فترة وجيزة من ميلاده إلى الولايات المتحدة)، التحق بمدارس عدة أثناء عمل والده بدائرة الخدمات الخارجية بالولايات المتحدة وحصل على شهادة البكالوريوس مع مرتبة الشرف وكذلك شهادة التميز في الفنون المتحررة والعلوم من جامعة أمهيرست عام 1969 بعدها توجه لاستكمال دراسته بجامعة كراكوف ببولندا، وقبيل عمله في النيوزويك قام ناغورسكي بتدريس الدراسات الاجتماعية بمدرسة وايلاند الثانوية بولاية ماساتشوستس.

## وصلات خارجية
- أندرو ناغورسكي على موقع ميوزك برينز (الإنجليزية)
- WW2DB: عرض لكتاب ناغورسكي The Greatest Battle
- الموقع الرسمي لأندرو ناغورسكي
- مقابلة موقع Booknotes مع ناغورسكي حول كتابه The Birth of Freedom: Shaping Lives and Societies in the New Eastern Europe في 31 أكتوبر 1993.
- صفحة أندرو ناغورسكي على موقع EastWest Institute الرسمي